# Зорян-Ростом, Степан Григорьевич
Степан Григорьевич Зорян псевдоним Ростом (арм. Զորյան Գրիգորիի Ստեփան (Ռոստոմ), 18 января 1867 — 19 января 1919) — армянский писатель, один из основателей партии «Дашнакцутюн», член Всероссийского учредительного собрания.

## Биография
По происхождению из крестьян. Учился в Тифлисском реальном училище. С 1886 года приступил к учёбе в Новоалександрийском сельскохозяйственном институте, но в 1887 году исключён вследствие участия в студенческих волнениях, выслан на родину в Нахичеванский уезд Эриванской губернии.
В 1889 стал студентом Московской Петровско-Разумовской сельскохозяйственной академии, но в том же 1889 был исключён за участие в революционной деятельности, отправлен в ссылку.
В 1892 году, вернувшись из ссылки, активно участвовал в организации и проведении I-го съезда партии Дашнакцутюн. Автор теоретической части первой программы партии.
В 1892—1895 годах — редактор газеты «Дрошак», центрального органа партии Дашнакцутюн.
С 1895 году эмигрировал в Болгарию, там установил связь с болгарскими революционерами из ВМОРО и ВМОК. Будучи в Болгарии, провёл огромную работу по организации в этой стране дашнакской военной школы.
В 1898 году на втором съезде партии Дашнакцутюн развивал идею о необходимости кооперации армян с другими угнетаемыми народами Османской империи.
Принял участие в революции в Персии. В 1908 году работал в Тавризе. В 1910—1914 годах служил инспектором армянских школ в Карине.
Во время Первой мировой войны был в эмиграции в Европе, затем вернулся в Россию. С недоверием отнёсся к движению армянских добровольцев, но после его начала активно в нём участвовал.
В ноябре 1917 года избран в Учредительное Собрание по Закавказскому избирательному округу по списку № 4 (партия «Дашнакцутюн»).
В ноябре 1917 года Совнарком РСФСР сформировал комиссию по составлению декрета «О Турецкой Армении!», в её состав вошли: И. Сталин (от коммунистов), П. Прошан (от левых эсеров), П. Аксельрод (от меньшевиков). Позднее вместо Аксельрода в комиссию был введен дашнак С. Зорян (Ростом). Комиссия подготовила план, согласно которому Западная Армения становилась независимым государством, а Восточная Армения оставалась в составе России с правом внутренней автономии.
С 1918 году служил учителем в Баку. Участвовал в организации обороны Баку, сотрудничая в этом направлении с Степаном Шаумяном. В январе 1919 года во время армяно-грузинского вооружённого столкновения, по поручению Армянского правительства вёл переговоры с руководителями Грузии в целях урегулирования конфликта.
Умер в Тифлисе.

## Память

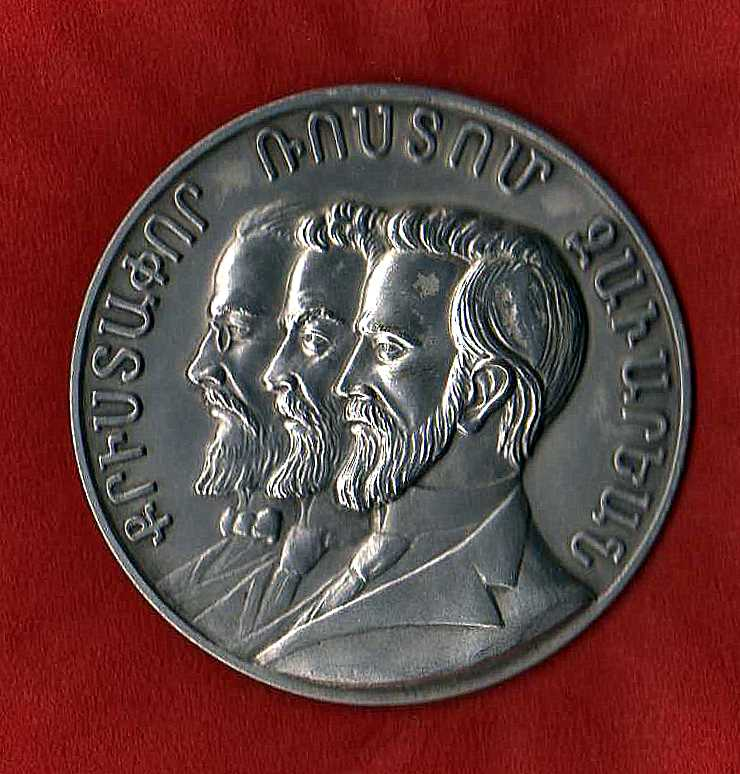
Современная медаль с профилями Христофора Микаеляна, Степана Зоряна (Ростома) и Симона Заваряна, основателей Дашнакцутюна в 1890 году